# Зоряні війни: З пригод Люка Скайвокера
Зоряні Війни: З пригод Люка Скайвокера (англ. Star Wars: From the Adventures of Luke Skywalke або Star Wars Episode IV: A New Hope) — науково-фантастичний роман, перша книга саги про Всесвіт Зоряних війн. Книга авторства Алана Діна Фостера, що вийшла 12 листопада 1976 року.
Це є оригінальна назва новелізації фільму «Зоряні війни. Епізод IV. Нова надія». В першому виданні книги автором значився Джордж Лукас, але насправді головним автором книги був Алан Дін Фостер. Вперше вийшла 12 листопада 1976 у видавництві «Ballantine Books».
Книга була заснована на оригінальному сценарії Дж. Лукаса до першого фільму з циклу «Зоряних воєн». Публікувалась під кількома назвами: спочатку  Star Wars: З Пригод Люка Скайвокера, пізніше просто «Зоряні війни», а потім (після виходу продовжень фільму) «Star Wars Episode IV: Нова надія». 
Книга була видана приблизно за пів року до виходу фільму «Зоряні війни». В результаті, історія в книзі дещо відрізняється від історії, яка була екранізована. До лютого 1977 року, ще за три місяці до виходу фільму, новела була розпродана в кількості 125 000 примірників.